# Tournament of Champions 2013
Het eindejaarstennistoernooi Tournament of Champions (officieel Garanti Koza Tournament of Champions) van 2013 vond plaats van 29 oktober tot en met 3 november 2013 in de Bulgaarse hoofdstad Sofia. Er werd gespeeld op hardcourt-binnenbanen. Er werd alleen een enkelspeltoernooi gespeeld.
De zes hoogst gerangschikte speelsters die in het afgelopen seizoen minstens één toernooi in de categorie International wonnen en niet deelnamen aan de WTA Tour Championships, waren automatisch gekwalificeerd voor het toernooi. Daarnaast werden door de organisatie twee wildcards uitgereikt – dit jaar gingen deze naar Ana Ivanović (op grond van haar voormalige nummer-één-positie op de wereldranglijst plus haar twee eerdere titels op het Tournament of Champions) en Tsvetana Pironkova (de beste speelster uit het 'eigen land', Bulgarije).
Evenals het jaar ervoor werd gespeeld met een eerste ronde bestaande uit groepswedstrijden, gevolgd door een halve finale en finale. De formule was dezelfde als die van de WTA Tour Championships. De organisatie in Sofia volgde evenwel niet de gewoonte om de groepen met een kleur aan te duiden. De gebruikte namen Serdika en Sredets zijn historische aanduidingen voor de stad Sofia.
Titelhoudster Nadja Petrova had dit seizoen geen International-toernooi gewonnen, en was derhalve niet gekwalificeerd tot deelname. De als eerste geplaatste Simona Halep uit Roemenië won het toernooi. Zij versloeg in de finale de als vierde geplaatste Australische Samantha Stosur in drie sets. Het was haar zesde WTA-titel, alle in 2013.

## Enkelspel

### Geplaatste speelsters
| nr. | speelster                   | WTA- ranking† | rechtgevende toernooiwinst    | groep   | resultaat              |
| --- | --------------------------- | ------------- | ----------------------------- | ------- | ---------------------- |
| 1.  | Simona Halep                | 14            | Neurenberg Rosmalen Boedapest | Serdika | winnares               |
| 2.  | Ana Ivanović                | 16            | wildcard                      | Sredets | halve finale           |
| 3.  | Maria Kirilenko             | 18            | Pattaya                       | Serdika | opgave in eerste ronde |
| 4.  | Samantha Stosur             | 19            | Osaka                         | Sredets | finale                 |
| 5.  | Jelena Vesnina              | 25            | Hobart                        | Sredets | eerste ronde           |
| 6.  | Anastasija Pavljoetsjenkova | 26            | Monterrey Oeiras              | Serdika | halve finale           |
| 7.  | Alizé Cornet                | 27            | Straatsburg                   | Serdika | eerste ronde           |
| 8.  | Tsvetana Pironkova          | 118           | wildcard                      | Sredets | eerste ronde           |
| Alt | Elina Svitolina             | 40            | Bakoe                         | Serdika | eerste ronde           |

### Prijzengeld en WTA-punten
| Resultaat              | Prijzengeld    | WTA-punten |
| ---------------------- | -------------- | ---------- |
| winnares               | R1 + $ 190.000 | R1 + 195   |
| finale                 | R1 + $ 65.000  | R1 + 75    |
| halve finale           | R1 + $ 10.000  | R1         |
| eerste ronde (3 zeges) | $ 80.000       | 180        |
| eerste ronde (2 zeges) | $ 65.000       | 145        |
| eerste ronde (1 zege)  | $ 50.000       | 110        |
| eerste ronde (0 zeges) | $ 35.000       | 75         |

- R1 = de opbrengst van de eerste ronde
(groepswedstrijden).
- Haar foutloze parcours leverde de winnares
$ 270.000 en 375 punten op.

### Halve finale en finale
|  | Halve finale | Halve finale                | Halve finale    | Halve finale | Halve finale |   |                 | Finale       | Finale | Finale | Finale | Finale |
|  |              |                             |                 |              |              |   |                 |              |        |        |        |        |
|  | 1            | Simona Halep                | 2               | 6            | 6            |   |                 |              |        |        |        |        |
|  | 2            | Ana Ivanović                | 6               | 1            | 3            |   |                 |              |        |        |        |        |
|  | 2            | Ana Ivanović                | 6               | 1            | 3            |   | 1               | Simona Halep | 2      | 6      | 6      |        |
|  |              |                             |                 |              |              |   | 1               | Simona Halep | 2      | 6      | 6      |        |
|  |              | 4                           | Samantha Stosur | 6            | 2            | 2 |                 |              |        |        |        |        |
|  | 4            | 4                           | Samantha Stosur | 6            | 2            | 2 | Samantha Stosur | 6            | 1      | 6      |        |        |
|  | 4            |                             |                 |              |              |   | Samantha Stosur | 6            | 1      | 6      |        |        |
|  | 6            | Anastasija Pavljoetsjenkova | 1               | 6            | 3            |   |                 |              |        |        |        |        |

| Legenda | Legenda                  |
| ------- | ------------------------ |
| Q       | Qualifier                |
| WC      | Deelname via wildcard    |
| LL      | Lucky Loser              |
| r       | Opgave / trok zich terug |
| w/o     | Walk-over                |
| Alt     | Alternate                |
| SE      | Special Exempt           |
| PR      | Protected Ranking        |
| d       | Diskwalificatie          |

### Groepswedstrijden

#### Groep Serdika

##### Resultaten
| wedstrijd                       | wedstrijd | wedstrijd                       | score       |
| Alizé Cornet (7)                | –         | Maria Kirilenko (3)             | 5-0, opgave |
| Simona Halep (1)                | –         | Anastasija Pavljoetsjenkova (6) | 6-3, 6-3    |
| Simona Halep (1)                | –         | Alizé Cornet (7)                | 6-4, 6-4    |
| Anastasija Pavljoetsjenkova (6) | –         | Elina Svitolina (alt)           | 6-2, 6-4    |
| Simona Halep (1)                | –         | Elina Svitolina (alt)           | 6-1, 6-1    |
| Anastasija Pavljoetsjenkova (6) | –         | Alizé Cornet (7)                | 6-2, 6-2    |

##### Klassement
| nr. | speelster                       | partijen w-v | sets w-v | games w-v |
| 1.  | Simona Halep (1)                | 3-0          | 6-0      | 36-16     |
| 2.  | Anastasija Pavljoetsjenkova (6) | 2-1          | 4-2      | 30-22     |
| 3.  | Alizé Cornet (7)                | 1-2          | 2-4      | 12-24     |
| 4.  | Elina Svitolina (alt)           | 0-2          | 0-4      | 8-24      |
| —   | Maria Kirilenko (3)             | 0-1          | 0-2      | 0-0       |

#### Groep Sredets

##### Resultaten
| wedstrijd           | wedstrijd | wedstrijd              | score          |
| Ana Ivanović (2)    | –         | Tsvetana Pironkova (8) | 6-0, 6-2       |
| Samantha Stosur (4) | –         | Jelena Vesnina (5)     | 6-3, 6-3       |
| Ana Ivanović (2)    | –         | Samantha Stosur (4)    | 6-2, 5-7, 6-2  |
| Jelena Vesnina (5)  | –         | Tsvetana Pironkova (8) | 6-2, 4-6, 6-0  |
| Jelena Vesnina (5)  | –         | Ana Ivanović (2)       | 6-4, 3-6, 7-61 |
| Samantha Stosur (4) | –         | Tsvetana Pironkova (8) | 6-1, 6-4       |

##### Klassement
| nr. | speelster              | partijen w-v | sets w-v | games w-v |
| 1.  | Samantha Stosur (4)    | 2-1          | 5-2      | 35-28     |
| 2.  | Ana Ivanović (2)       | 2-1          | 5-3      | 45-29     |
| 3.  | Jelena Vesnina (5)     | 2-1          | 4-4      | 38-36     |
| 4.  | Tsvetana Pironkova (8) | 0-3          | 1-6      | 15-40     |

## Externe referenties
- (en)  (bg)  Field Confirmed for Garanti Koza WTA ToC - Sofia 2013
- (en)  Toernooischema WTA

2009 · 2010 · 2011 · 2012 · 2013 · 2014 · 2015 · 2016 · 2017 · 2018 · 2019 · 2020–2022 · 2023
Grand Slam: Australian Open · Roland Garros · Wimbledon · US Open
Landenteams: Fed Cup · Hopman Cup